# Flindersia brassii
Flindersia brassii är en vinruteväxtart som beskrevs av T.G. Hartley & B.P.M. Hyland. Flindersia brassii ingår i släktet Flindersia och familjen vinruteväxter. Inga underarter finns listade i Catalogue of Life.